# Paradox Hotel Vancouver
Das Paradox Hotel Vancouver, ehemals Trump International Hotel and Tower (in der Planungsphase als Palm Court bezeichnet), ist ein Wolkenkratzer in der kanadischen Stadt Vancouver. Das Gebäude an der 1133 West Georgia Street wurde am 5. Januar 2017 eröffnet. Mit 183 Metern und 63 Stockwerken ist es nach dem Living Shangri-La das zweithöchste Gebäude der Stadt, siehe höchste Gebäude der Stadt.
Das Gebäude wurde von Arthur Erickson in der Form eines hyperbolischen Paraboloids entworfen. Die Stockwerke sind zum jeweils darunter liegenden Geschoss verdreht. Auf die ganze Höhe verdreht sich das Gebäude um 45°, ähnlich dem Turning Torso in Malmö.

## Geschichte
Das Gebäude wurde als das zweitgrößte Hotelgebäude der Ritz-Carlton-Gruppe in Kanada nach dem Ritz-Carlton Toronto bekanntgegeben. Als der Hotelbetreiber das Projekt nicht weiter verfolgte, gab das Unternehmen JW Marriott Hotels der Marriott International, zu dem auch die Ritz-Carlton-Gruppe gehört, den Betrieb des Hotels in dem Gebäude bekannt. 2010 zog sich Ritz Carlton aus dem Projekt zurück.
Auf einer Pressekonferenz am 19. Juni 2013 gaben der Präsident der Holborn Group, Joo Kim Tiah zusammen mit Donald Trump sowie seinen Kindern Donald, Ivanka und Eric die Übernahme des 360 Millionen US-Dollar teuren Trump International Hotel & Tower Vancouver bekannt.
Das Gebäude wurde Ende Januar 2017 eröffnet.
Am 28. August 2020 wurde das Hotel endgültig geschlossen und meldete Insolvenz an. Aufgrund der COVID-19-Pandemie waren bereits über 250 Mitarbeiter vorübergehend entlassen worden. Hotelangestellte hatten berichtet, sie hätten aus den Medien von der Hotelschließung erfahren oder seien ohne Vorwarnung darüber informiert worden, dass sie ihren Arbeitsplatz verloren hätten.
Am 23. Dezember 2021 wurde das gesamte Trump-Branding am und aus dem geschlossenen Hotel entfernt. Am 1. April 2022 eröffnete TA Global Berhad das Hotel unter der Marke Paradox Hotel Group und dem Namen Paradox Hotel Vancouver wieder.

## Nutzung
Auf den ersten 15 Etagen mit 147 Zimmern befindet sich das Hotel, auf den restlichen Stockwerken 238 Premium-Eigentumswohnungen sowie eine Lounge, Wellness- und SPA-Einrichtungen, ein Restaurant und Vancouvers erster Pool-Bar-Nachtclub. Vorgesehen ist auch ein Palmengarten unter einem Glasdach.